# P.S 아이 러브 유 (영화)
《P.S 아이 러브 유》(영어: P.S. I Love You)는 2007년 공개된 미국의 로맨틱 코미디 영화로, 시실리아 어헌의 소설 "PS, 아이 러브 유"(2004)를 원작으로 한다.

## 출연
- 힐러리 스왱크
- 제라드 버틀러
- 리사 쿠드로
- 해리 코닉 주니어
- 지나 거숀
- 제프리 딘 모건
- 캐시 베이츠
- 제임스 마스터스
- 딘 윈터스

## 기타 제작진
- 공동 제작: 제임스 플린, 모건 오설리번, 스티븐 P. 웨그너
- 협력 제작: 줄리 헌트싱어
- 미술: 셰퍼드 프랭클
- 세트: 얼리스 윈터
- 의상: 신디 에번스